# Karmirgyugh (Gegharkunik)
Pour les articles homonymes, voir Karmirgyugh.
Karmirgyugh (en arménien Կարմիրգյուղ, « village rouge » ; jusqu'en 1940 Ghulali) est une communauté rurale du marz de Gegharkunik, en Arménie. Fondée en 1831 par des habitants de Doğubeyazıt, elle compte 5 986 habitants en 2008.